# Кристијан Абијати
Кристијан Абијати (итал. Christian Abbiati; Абијатегросо, 8. јул 1977) је бивши италијански фудбалски голман.Наступао је за Монцу, Бургосесију, Милан (где је провео највећи део каријере), Јувентус, Торино и Атлетико Мадрид.

## Каријера
Професионална каријера Абијатија почиње у Монци, а 1998. прелази у Милан. Дебитовао је за Милан тек 17. јануара 1999. када је у 92. минуту заменио повређеног Себастијана Росија, тадашњег првог голмана Милана. Абијати је потом постао први голман Милана, све док се није повредио у квалификационој утакмици за Лигу шампиона сезоне 2002/03, када му је Дида заузео место првог голмана.
Абијати је 2005. године отишао на позајмицу у Јувентус, клуб који је један од највећих Миланових ривала, као замена за повређеног Буфона. Бранио је редовно и успешно у Јувентусу, све док се Буфон није након 6 месеци опоравио од повреде. Након тога Абијатијеве услуге нису више биле потребне, и тако је на крају сезоне поново позајмљен једном торинском клубу, Торину. У Торину брани на скоро свим првенственим утакмицама, а након Торина бива по трећи пут у три сезоне позајмљен неком клубу, овога пута Атлетику из Мадрида.
Враћа се у Милан сезоне 2008/09. и заузима место у стартних 11 уместо Жељка Калача. Међутим, 15. марта 2009. у мечу против Сијене имао је тешку повреду колена. Тек након 8 месеци од повреде је био на утакмици против Лација као трећи голман екипе. Сезоне 2010/11. поново постаје први голман Милана након одласка Диде. Те сезоне брани одлично, и заједно са Миланом осваја Серију А после 7 година.

## Репрезентација
Абијати је био позиван да буде део репрезентације Италије на Европском првенству 2000. и Светском првенству 2002, али је дебитовао тек 30. априла 2003. против репрезентације Швајцарске. На Светском првенству 2006. Абијати није био део репрезентације, а 2009. је изјавио да не жели да буде позиван за репрезентацију ако није први голман. Абијати је тако одиграо свега 4 меча за репрезентацију.

## Приватни живот
Септембра 2008. Абијати је се декларисао као фашиста изјавивши: „Ја се не стидим да објавим своје политичке ставове. Делим идеале фашизма, као што су отаџбина и вредност католичке вере.“

## Трофеји

### Милан
- Серија А (3) : 1998/99, 2003/04, 2010/11.
- Куп Италије (1) : 2002/03.
- Суперкуп Италије (2) : 2004, 2011.
- Лига шампиона (1) : 2002/03.
- Европски суперкуп (1) : 2003.

### Јувентус
- Серија А (1) : 2005/06. (титула одузета у афери Калчополи)